# Integrales típicas en teoría cuántica de campos
Existen una serie de integrales típicas en teoría cuántica de campos que aparecen continuamente al aplicarla a los problemas concretos de la teoría. Estas integrales son todas variaciones y generalizaciones de integrales gaussianas en el plano complejo y en varias (muchas, o incluso infinitas) dimensiones. Otro conjunto de integrales pueden ser aproximadas por integrales gaussianas. También se presentan transformaciones de Fourier.

## Integral gaussiana en una dimensión

### Integral Gaussiana
La primera integral aquí presentada, de uso común también en aplicaciones diferentes a la teoría cuántica de campos, es la integral gaussiana, que es la integral sobre todo su dominio de la campana de Gauss.
{\displaystyle G\equiv \int _{-\infty }^{\infty }e^{-{1 \over 2}x^{2}}\,dx}
En Física, es habitual usar un factor 1/2 en el argumento de la exponencial.
La forma usual de resolver esta integral es intentando resolver su versión bidimensional haciendo uso de la propiedad de factorización de la integral respecto a la suma de argumentos y de un cambio de variables de cartesianas a polares:
{\displaystyle G^{2}=\left(\int _{-\infty }^{\infty }e^{-{1 \over 2}x^{2}}\,dx\right)\cdot \left(\int _{-\infty }^{\infty }e^{-{1 \over 2}y^{2}}\,dy\right)=2\pi \int _{0}^{\infty }re^{-{1 \over 2}r^{2}}\,dr=2\pi \int _{0}^{\infty }e^{-w}\,dw=2\pi .}
Con lo que se obtiene el resultado buscado
{\displaystyle \int _{-\infty }^{\infty }e^{-{1 \over 2}x^{2}}\,dx={\sqrt {2\pi }}.}

### Una minúscula generalización de la integral gaussiana
{\displaystyle \int _{-\infty }^{\infty }e^{-{1 \over 2}ax^{2}}\,dx={\sqrt {2\pi  \over a}}}
donde hemos reescalado la variable
{\displaystyle x\rightarrow {x \over {\sqrt {a}}}}.

### Integrales de gaussianas con potencias pares dex
{\displaystyle \int _{-\infty }^{\infty }x^{2}e^{-{1 \over 2}ax^{2}}\,dx=-2{d \over da}\int _{-\infty }^{\infty }e^{-{1 \over 2}ax^{2}}\,dx=-2{d \over da}\left({2\pi  \over a}\right)^{1 \over 2}=\left({2\pi  \over a}\right)^{1 \over 2}{1 \over a}}
y
{\displaystyle \int _{-\infty }^{\infty }x^{4}e^{-{1 \over 2}ax^{2}}\,dx=\left(-2{d \over da}\right)\left(-2{d \over da}\right)\int _{-\infty }^{\infty }e^{-{1 \over 2}ax^{2}}\,dx=\left(-2{d \over da}\right)\left(-2{d \over da}\right)\left({2\pi  \over a}\right)^{1 \over 2}=\left({2\pi  \over a}\right)^{1 \over 2}{3 \over a^{2}}}
En general:
{\displaystyle \int _{-\infty }^{\infty }x^{2n}e^{-{1 \over 2}ax^{2}}\,dx=\left({2\pi  \over a}\right)^{1 \over {2}}{1 \over a^{n}}\left(2n-1\right)\left(2n-3\right)\cdots 5\cdot 3\cdot 1=\left({2\pi  \over a}\right)^{1 \over {2}}{1 \over a^{n}}\left(2n-1\right)!!}
Nótese que, en el caso en el que tengamos potencias impares de x, la integral se anula debido a la simetría impar del argumento, por lo que
{\displaystyle \int _{-\infty }^{\infty }x^{2n+1}e^{-{1 \over 2}ax^{2}}\,dx=0}

### Integrales con un término lineal en el argumento de la exponencial
{\displaystyle \int _{-\infty }^{\infty }\exp \left(-{1 \over 2}ax^{2}+Jx\right)dx}
Esta integral se puede resolver completando el cuadrado.
{\displaystyle \left(-{1 \over 2}ax^{2}+Jx\right)=-{1 \over 2}a\left(x^{2}-{2Jx \over a}+{J^{2} \over a^{2}}-{J^{2} \over a^{2}}\right)=-{1 \over 2}a\left(x-{J \over a}\right)^{2}+{J^{2} \over 2a}}
{\displaystyle {\begin{aligned}&\int _{-\infty }^{\infty }\exp \left(-{1 \over 2}ax^{2}+Jx\right)\,dx=\exp \left({J^{2} \over 2a}\right)\int _{-\infty }^{\infty }\exp \left[-{1 \over 2}a\left(x-{J \over a}\right)^{2}\right]\,dx\\[8pt]&=\exp \left({J^{2} \over 2a}\right)\int _{-\infty }^{\infty }\exp \left(-{1 \over 2}ax^{2}\right)\,dx=\left({2\pi  \over a}\right)^{1 \over 2}\exp \left({J^{2} \over 2a}\right)\end{aligned}}}

### Integrales con un término lineal imaginario en el argumento de la exponencial
La integral
{\displaystyle \int _{-\infty }^{\infty }\exp \left(-{1 \over 2}ax^{2}+iJx\right)dx=\left({2\pi  \over a}\right)^{1 \over 2}\exp \left(-{J^{2} \over 2a}\right)}
es proporcional a la transformada de Fourier de la campana de Gauss, donde {\displaystyle J} es la variable conjugada de {\displaystyle x}.
Se puede resolver como el caso anterior completando cuadrados, viendo así que la transformada de Fourier de una gaussiana es también otra gaussiana, pero de la variable conjugada. Cuando mayor es el valor de {\displaystyle a}, más estrecha es la gaussiana en {\displaystyle x} y más amplia es la gaussiana en {\displaystyle J}. Este es un caso particular del principio de incertidumbre.

### Integrales con un argumento complejo en el exponente
La integral de interés es (para ver un ejemplo de uso, véase Relación entre la ecuación de Schrödinger y la formulación de la integral de camino de la mecánica cuántica).
{\displaystyle \int _{-\infty }^{\infty }\exp \left({1 \over 2}iax^{2}+iJx\right)dx.}
Ahora asumimos que {\displaystyle a_{}^{}} y {\displaystyle J_{}^{}} pueden ser complejos.
Completando el cuadrado
{\displaystyle \left({1 \over 2}iax^{2}+iJx\right)={1 \over 2}ia\left(x^{2}+{2Jx \over a}+\left({J \over a}\right)^{2}-\left({J \over a}\right)^{2}\right)=-{1 \over 2}{a \over i}\left(x+{J \over a}\right)^{2}-{iJ^{2} \over 2a}.}
Por analogía con las integrales previas
{\displaystyle \int _{-\infty }^{\infty }\exp \left({1 \over 2}iax^{2}+iJx\right)dx=\left({2\pi i \over a}\right)^{1 \over 2}\exp \left({-iJ^{2} \over 2a}\right).}
Este resultado es válido como una integración en el plano complejo siempre que {\displaystyle a_{}^{}} tenga una parte imaginaria positiva (por muy pequeña que esta sea).

## Integrales gaussianas en varias dimensiones
La integral gaussiana unidimensional puede ser generalizada a {\displaystyle n_{}^{}} dimensiones.
{\displaystyle \int \exp \left(-{\frac {1}{2}}x\cdot A\cdot x+J\cdot x\right)d^{n}x={\sqrt {\frac {(2\pi )^{n}}{\det A}}}\exp \left({1 \over 2}J\cdot A^{-1}\cdot J\right)}
Donde {\displaystyle A} es una matriz simétrica real.
Esta integral se resuelve por medio de una diagonalización de la matriz {\displaystyle A} a través de una transformación ortogonal
{\displaystyle D_{}^{}=O^{-1}AO=O^{T}AO}
donde {\displaystyle D} es una matriz diagonal y {\displaystyle O} es una matriz ortogonal. Esta transformación desacopla las variables de integración, por lo que tenemos {\displaystyle n_{}^{}} integrales unidimensionales que podemos resolver una a una independientemente.
Esto quedará seguramente más claro con un ejemplo en el caso bidimensional.

### Ejemplo: Integración gaussiana en dos dimensiones
La integral gaussiana en 2 dimensiones es
{\displaystyle \int \exp \left(-{\frac {1}{2}}A_{ij}x^{i}x^{j}\right)d^{2}x={\sqrt {\frac {(2\pi )^{2}}{\det A}}}}
donde {\displaystyle A} es una matriz simétrica bidimensional definida como
{\displaystyle A={\bigl [}{\begin{smallmatrix}a&c\\c&b\end{smallmatrix}}{\bigr ]}}
y donde hemos usado el convenio de sumación de Einstein.

#### Diagonalización de la matriz
El primer paso es diagonalizar la matriz. Nótese que
{\displaystyle A_{ij}x^{i}x^{j}\equiv x^{T}Ax=x^{T}\left(OO^{T}\right)A\left(OO^{T}\right)x=\left(x^{T}O\right)\left(O^{T}AO\right)\left(O^{T}x\right)}
donde, como {\displaystyle A} es una matriz simétrica real, podemos elegir una matriz ortogonal(y por tanto también unitaria) {\displaystyle O}.
Elegimos la matriz {\displaystyle O} de tal manera que
{\displaystyle D\equiv O^{T}AO}
sea diagonal.
{\displaystyle O} puede obtenerse a partir de los autovalores de {\displaystyle A}.

##### Autovalores deA
Para obtener los autovectores de {\displaystyle A}, primero tenemos que conocer los autovalores {\displaystyle \lambda } de {\displaystyle A}, 
{\displaystyle {\bigl [}{\begin{smallmatrix}a&c\\c&b\end{smallmatrix}}{\bigr ]}{\bigl [}{\begin{smallmatrix}u\\v\end{smallmatrix}}{\bigr ]}=\lambda {\bigl [}{\begin{smallmatrix}u\\v\end{smallmatrix}}{\bigr ]}.}
Los autovalores de {\displaystyle A} son las soluciones de su polinomio característico
{\displaystyle \left(a-\lambda \right)\left(b-\lambda \right)-c^{2}=0}
que son
{\displaystyle \lambda _{\pm }={1 \over 2}\left(a+b\right)\pm {1 \over 2}{\sqrt {\left(a-b\right)^{2}+4c^{2}}}.}

##### Autovectores deA
Sustituyendo los autovalores otra vez en la ecuación que define los autovectores, tenemos
{\displaystyle v=-{\left(a-\lambda _{\pm }\right)u \over c}}
o
{\displaystyle v=-{cu \over \left(b-\lambda _{\pm }\right)}.}
De la ecuación característica tenemos que
{\displaystyle {\left(a-\lambda _{\pm }\right) \over c}={c \over \left(b-\lambda _{\pm }\right)}.}
Nótese también que
{\displaystyle {\left(a-\lambda _{\pm }\right) \over c}=-{\left(b-\lambda _{\mp }\right) \over c}.}
Los autovectores pueden ser escritos como
{\displaystyle {\begin{bmatrix}{1 \over \eta }\\-\left({a-\lambda _{-} \over c\eta }\right)\end{bmatrix}}}
y
{\displaystyle {\begin{bmatrix}-\left({b-\lambda _{+} \over c\eta }\right)\\{1 \over \eta }\end{bmatrix}}}
Aquí, {\displaystyle \eta } es una constante de normalización dada por
{\displaystyle \eta ={\sqrt {1+\left({a-\lambda _{-} \over c}\right)^{2}}}={\sqrt {1+\left({b-\lambda _{+} \over c}\right)^{2}}}.}
Es fácil verificar que los 2 autovectores son ortogonales entre sí.

##### Construcción de la matriz ortogonal
La matriz ortogonal {\displaystyle O} se construye usando los autovectores normalizados de la matriz {\displaystyle A} como columnas de la matriz ortogonal.
{\displaystyle O={\begin{bmatrix}{1 \over \eta }&-\left({b-\lambda _{+} \over c\eta }\right)\\-\left({a-\lambda _{-} \over c\eta }\right)&{1 \over \eta }\end{bmatrix}}.}
Nótese que el determinante de {\displaystyle O}, al ser una matriz unitaria, es igual a uno.
Si definimos
{\displaystyle \sin \left(\theta \right)\equiv -\left({a-\lambda _{-} \over c\eta }\right)}
entonces, la matriz ortogonal puede escribirse como
{\displaystyle O={\begin{bmatrix}\cos \left(\theta \right)&-\sin \left(\theta \right)\\\sin \left(\theta \right)&\cos \left(\theta \right)\end{bmatrix}}}
lo que representa una rotación de los autovectores.
La inversa de esta matriz es
{\displaystyle O^{-1}=O^{T}={\begin{bmatrix}\cos \left(\theta \right)&\sin \left(\theta \right)\\-\sin \left(\theta \right)&\cos \left(\theta \right)\end{bmatrix}}.}

##### Matriz diagonal
La matriz diagonal es
{\displaystyle D=O^{T}AO={\begin{bmatrix}\lambda _{-}&0\\0&\lambda _{+}\end{bmatrix}}}
con autovectores
{\displaystyle {\begin{bmatrix}1\\0\end{bmatrix}}}
y
{\displaystyle {\begin{bmatrix}0\\1\end{bmatrix}}}

##### Ejemplo numérico
{\displaystyle A={\begin{bmatrix}2&1\\1&1\end{bmatrix}}}
Los autovalores son
{\displaystyle \lambda _{\pm }={3 \over 2}\pm {{\sqrt {5}} \over 2}.}
Los autovectores son
{\displaystyle {1 \over \eta }{\begin{bmatrix}1\\{-{1 \over 2}-{{\sqrt {5}} \over 2}}\end{bmatrix}}}
y
{\displaystyle {1 \over \eta }{\begin{bmatrix}{{1 \over 2}+{{\sqrt {5}} \over 2}}\\1\end{bmatrix}}}
donde
{\displaystyle \eta ={\sqrt {{5 \over 2}+{{\sqrt {5}} \over 2}}}} .
La matriz ortogonal es
{\displaystyle O={\begin{bmatrix}{1 \over \eta }&{1 \over \eta }\left({{1 \over 2}+{{\sqrt {5}} \over 2}}\right)\\{1 \over \eta }\left({-{1 \over 2}-{{\sqrt {5}} \over 2}}\right)&{1 \over \eta }\end{bmatrix}}.}
Es fácil comprobar que el determinante de {\displaystyle O} es 1.
La matriz inversa de {\displaystyle O} es
{\displaystyle O={\begin{bmatrix}{1 \over \eta }&{1 \over \eta }\left({-{1 \over 2}-{{\sqrt {5}} \over 2}}\right)\\{1 \over \eta }\left({{1 \over 2}+{{\sqrt {5}} \over 2}}\right)&{1 \over \eta }\end{bmatrix}}.}
Por lo que la matriz diagonal {\displaystyle D} es
{\displaystyle D=O^{T}AO={\begin{bmatrix}\lambda _{-}&0\\0&\lambda _{+}\end{bmatrix}}={\begin{bmatrix}\left({{3 \over 2}-{{\sqrt {5}} \over 2}}\right)&0\\0&\left({{3 \over 2}+{{\sqrt {5}} \over 2}}\right)\end{bmatrix}}}
con autovectores
{\displaystyle {\begin{bmatrix}1\\0\end{bmatrix}}}
y
{\displaystyle {\begin{bmatrix}0\\1\end{bmatrix}}.}

#### Reescalado de las variables e integración
Tras la diagonalización, la integral a resolver se puede escribir como
{\displaystyle \int \exp \left(-{\frac {1}{2}}x^{T}Ax\right)d^{2}x=\int \exp \left(-{\frac {1}{2}}\sum _{j=1}^{2}\lambda _{j}y_{j}^{2}\right)\,d^{2}y,}
donde
{\displaystyle y_{}^{}=O^{T}x} .
Como la transformación de coordenadas aplicada es una rotación, el determinante jacobiano de la transformación es igual a la unidad, por lo que
{\displaystyle dy_{}^{2}=dx^{2}} .
Con lo que ya podemos resolver la integral
{\displaystyle \int \exp \left(-{\frac {1}{2}}x^{T}Ax\right)d^{2}x=\int \exp \left(-{\frac {1}{2}}\sum _{j=1}^{2}\lambda _{j}y_{j}^{2}\right)d^{2}y=\prod _{j=1}^{2}\left({2\pi  \over \lambda _{j}}\right)^{1 \over 2}=\left({(2\pi )^{2} \over \prod _{j=1}^{2}\lambda _{j}}\right)^{1 \over 2}=\left({(2\pi )^{2} \over \det {\left(O^{-1}AO\right)}}\right)^{1 \over 2}=\left({(2\pi )^{2} \over \det {\left(A\right)}}\right)^{1 \over 2},}
que es la solución buscada.

### Integrales con términos complejos lineales en varias dimensiones
Una vez que tenemos resuelto el ejemplo bidimensional, es fácil generalizar el resultado obtenido al plano complejo y a varias dimensiones.

#### Integrales con un término lineal real en el argumento
{\displaystyle \int \exp \left(-{\frac {1}{2}}x\cdot A\cdot x+J\cdot x\right)d^{n}x={\sqrt {\frac {(2\pi )^{n}}{\det A}}}\exp \left({1 \over 2}J\cdot A^{-1}\cdot J\right)}

#### Integrales con un término lineal imaginario en el argumento
{\displaystyle \int \exp \left(-{\frac {1}{2}}x\cdot A\cdot x+iJ\cdot x\right)d^{n}x={\sqrt {\frac {(2\pi )^{n}}{\det A}}}\exp \left(-{1 \over 2}J\cdot A^{-1}\cdot J\right)}

#### Integrales con un término complejo cuadrático
{\displaystyle \int \exp \left({\frac {i}{2}}x\cdot A\cdot x+iJ\cdot x\right)d^{n}x={\sqrt {\frac {(2\pi i)^{n}}{\det A}}}\exp \left(-{i \over 2}J\cdot A^{-1}\cdot J\right)}

### Integrales con operadores diferenciales en el argumento
Por ejemplo, véase la integral
{\displaystyle \int \exp \left[\int d^{4}x\left(-{\frac {1}{2}}\varphi {\hat {A}}\varphi +J\varphi \right)\right]D\varphi }
donde {\displaystyle {\hat {A}}} es un operador diferencial con {\displaystyle \varphi } y {\displaystyle J} funciones definidas en el espacio-tiempo. {\displaystyle D\varphi } representa una integración sobre todos los posibles caminos. Análogamente a la versión matricial de esta integral, la solución es
{\displaystyle \int \exp \left(-{\frac {1}{2}}\varphi {\hat {A}}\varphi +J\varphi \right)D\varphi \;\propto \;\exp \left({1 \over 2}\int d^{4}x\;d^{4}y\,J\left(x\right)D\left(x-y\right)J\left(y\right)\right)}
donde
{\displaystyle {\hat {A}}D\left(x-y\right)=\delta ^{4}\left(x-y\right),}
{\displaystyle D\left(x-y\right)}, es el propagador, que es la inversa de {\displaystyle {\hat {A}}}, y {\displaystyle \delta ^{4}\left(x-y\right)} es la delta de Dirac.
Análogamente se obtienen los siguientes resultados
{\displaystyle \int \exp \left[\int d^{4}x\left(-{\frac {1}{2}}\varphi {\hat {A}}\varphi +iJ\varphi \right)\right]D\varphi \;\propto \;\exp \left(-{1 \over 2}\int d^{4}x\;d^{4}y\,J\left(x\right)D\left(x-y\right)J\left(y\right)\right)}
{\displaystyle \int \exp \left[i\int d^{4}x\left({\frac {1}{2}}\varphi {\hat {A}}\varphi +J\varphi \right)\right]D\varphi \;\propto \;\exp \left(-{i \over 2}\int d^{4}x\;d^{4}y\,J\left(x\right)D\left(x-y\right)J\left(y\right)\right)}.

## Integrales que pueden ser aproximados por el método de descenso más pronunciado
En teoría cuántica de campos, es muy usual encontrarse con integrales n-dimensionales de la forma
{\displaystyle \int _{-\infty }^{\infty }\exp \left(-{1 \over \hbar }f\left(q\right)\right)d^{n}q.}
{\displaystyle \hbar } es la constante de Planck reducida y {\displaystyle f} es una función con un mínimo positivo en {\displaystyle q=q_{0}}. Estas integrales pueden aproximarse por el método del descenso más brusco.
Asumiendo que la constante de Planck es suficientemente pequeña, la función {\displaystyle f} puede aproximarse por su serie de Taylor alrededor de su mínimo
{\displaystyle \int _{-\infty }^{\infty }\exp \left[-{1 \over \hbar }\left(f\left(q_{0}\right)+{1 \over 2}\left(q-q_{0}\right)^{2}f^{\prime \prime }\left(q-q_{0}\right)+\cdots \right)\right]d^{n}q}.
Aquí, {\displaystyle f^{\prime \prime }} es la matriz Hessiana de {\displaystyle f} en {\displaystyle q=q_{0}}, es decir, una matriz {\displaystyle n\times n} de segundas derivadas parciales evaluadas en el mínimo de la función.
Si despreciamos mayores órdenes de la expansión de la serie de Taylor, podemos resolver la integral explícitamente.
{\displaystyle \int _{-\infty }^{\infty }\exp \left[-{1 \over \hbar }\left(f\left(q\right)\right)\right]d^{n}q\approx \exp \left[-{1 \over \hbar }\left(f\left(q_{0}\right)\right)\right]{\sqrt {(2\pi \hbar )^{n} \over \det f^{\prime \prime }}}}.

## Integrales que pueden ser aproximadas por el método de la fase estacionaria
Otra integral común es la integral de caminos de la forma
{\displaystyle \int \exp \left({i \over \hbar }S\left(q,{\dot {q}}\right)\right)Dq}
donde {\displaystyle S\left(q,{\dot {q}}\right)} es la acción clásica y el dominio de integración son todos los posibles caminos que una partícula podría tomar. En el límite de {\displaystyle \hbar } pequeña, la integral puede aproximarse por el método de la fase estacionaria. En esta aproximación, la integral queda definida solamente sobre el camino en el cual la acción es un punto estacionario (un mínimo, un máximo o un punto de silla). Por tanto, a través de esta aproximación se recupera la mecánica clásica como el límite clásico de la mecánica cuántica.

## Integrales de Fourier

### Función delta de Dirac
La función delta de Dirac puede representarse de la siguiente manera como la siguiente transformada de Fourier
{\displaystyle \int {d^{4}k \over \left(2\pi \right)^{4}}\;{\exp \left(ik\left(x-y\right)\right)=\delta ^{4}\left(x-y\right)}}.
En el caso {\displaystyle N} dimensional tenemos la generalización inmediata
{\displaystyle \int {d^{N}k \over \left(2\pi \right)^{N}}\;{\exp \left(ik\left(x-y\right)\right)=\delta ^{N}\left(x-y\right)}}.

### Integrales de Fourier de generalizaciones del potencial de Coulomb

#### Laplaciano de 1/r
Aplicando el teorema de Gauss se tiene que, en el espacio tridimensional
{\displaystyle -{1 \over 4\pi }\nabla ^{2}\left({1 \over r}\right)=\delta \left(\mathbf {r} \right)}
donde
{\displaystyle r^{2}=\mathbf {r} \cdot \mathbf {r} }
Esta identidad se puede usar para derivar igualdades entre integrales. Por ejemplo, véase la descomposición en campos longitudinal y transversal.
A partir de la igualdad de arriba, se obtiene inmediatamente que la representación de 1/r como integral de Fourier es
{\displaystyle \int {d^{3}k \over \left(2\pi \right)^{3}}{\exp \left(i\mathbf {k} \cdot \mathbf {r} \right) \over k^{2}}={1 \over 4\pi r}.}

#### Potencial de Yukawa: El potencial de Coulomb con masa
El potencial de Yukawa en 3 dimensiones puede representarse como una integral de su transformada de Fourier
{\displaystyle \int {d^{3}k \over \left(2\pi \right)^{3}}{\exp \left(i\mathbf {k} \cdot \mathbf {r} \right) \over k^{2}+m^{2}}={e^{-mr} \over 4\pi r}}
donde
{\displaystyle r^{2}=\mathbf {r} \cdot \mathbf {r} }
y
{\displaystyle k^{2}=\mathbf {k} \cdot \mathbf {k} .}
En el límite de masa {\displaystyle m} pequeña, esta integral se reduce a
{\displaystyle {1 \over 4\pi r}}.
Para obtener este límite de la forma correcta, nótese que:
{\displaystyle \int {d^{3}k \over \left(2\pi \right)^{3}}{\exp \left(i\mathbf {k} \cdot \mathbf {r} \right) \over k^{2}+m^{2}}=\int _{0}^{\infty }{k^{2}dk \over \left(2\pi \right)^{2}}\int _{-1}^{1}du{\exp \left(ikru\right) \over k^{2}+m^{2}}}
{\displaystyle ={2 \over r}\int _{0}^{\infty }{kdk \over \left(2\pi \right)^{2}}{\sin \left(kr\right) \over k^{2}+m^{2}}={1 \over ir}\int _{-\infty }^{\infty }{kdk \over \left(2\pi \right)^{2}}{\exp \left(ikr\right) \over k^{2}+m^{2}}}
{\displaystyle ={1 \over ir}\int _{-\infty }^{\infty }{kdk \over \left(2\pi \right)^{2}}{\exp \left(ikr\right) \over \left(k+im\right)\left(k-im\right)}={1 \over ir}{2\pi i \over \left(2\pi \right)^{2}}{im \over 2im}\exp \left(-mr\right)}

#### Potencial de Coulomb modificado con masa
{\displaystyle \int {d^{3}k \over \left(2\pi \right)^{3}}\left(\mathbf {\hat {k}} \cdot \mathbf {\hat {r}} \right)^{2}{\exp \left(i\mathbf {k} \cdot \mathbf {r} \right) \over k^{2}+m^{2}}={e^{-mr} \over 4\pi r}\left\{1+{2 \over mr}-{2 \over \left(mr\right)^{2}}\left(e^{mr}-1\right)\right\}}
donde el gorro indica que el vector es de módulo unidad en el espacio tridimensional.
En el límite de masa {\displaystyle m} pequeña, esta integral se anula.
Para obtener este límite de la forma correcta, nótese que:
{\displaystyle \int {d^{3}k \over \left(2\pi \right)^{3}}\left(\mathbf {\hat {k}} \cdot \mathbf {\hat {r}} \right)^{2}{\exp \left(i\mathbf {k} \cdot \mathbf {r} \right) \over k^{2}+m^{2}}=\int _{0}^{\infty }{k^{2}dk \over \left(2\pi \right)^{2}}\int _{-1}^{1}duu^{2}{\exp \left(ikru\right) \over k^{2}+m^{2}}}
{\displaystyle ={2}\int _{0}^{\infty }{k^{2}dk \over \left(2\pi \right)^{2}}{1 \over k^{2}+m^{2}}\left\{{1 \over kr}\sin \left(kr\right)+2{1 \over \left(kr\right)^{2}}\cos \left(kr\right)-2{1 \over \left(kr\right)^{3}}\sin \left(kr\right)\right\}}
{\displaystyle ={\exp \left(-mr\right) \over 4\pi r}\left\{g\left(mr\right)\right\}}
donde
{\displaystyle g\left(mr\right)=1+{2 \over mr}-{2 \over \left(mr\right)^{2}}\left(e^{mr}-1\right).}
Nótese que, en este límite, cuando
{\displaystyle m\rightarrow 0,}
{\displaystyle g\left(mr\right)\rightarrow -{\frac {mr}{3}},}
por lo que el lado derecho de la igualdad es proporcional a {\displaystyle m}, que en este límite es cero.

#### Potencial longitudinal con masa
{\displaystyle \int {d^{3}k \over \left(2\pi \right)^{3}}\;\mathbf {\hat {k}} \mathbf {\hat {k}} \;{\exp \left(i\mathbf {k} \cdot \mathbf {r} \right) \over k^{2}+m^{2}}={1 \over 2}{e^{-mr} \over 4\pi r}\left[\mathbf {1} -\mathbf {\hat {r}} \mathbf {\hat {r}} \right]+{1 \over 2}{e^{-mr} \over 4\pi r}\left\{1+{2 \over mr}-{2 \over \left(mr\right)^{2}}\left(e^{mr}-1\right)\right\}\left[\mathbf {1} +\mathbf {\hat {r}} \mathbf {\hat {r}} \right]}
donde el gorro indica que el vector es de módulo unidad en el espacio tridimensional.
En el límite de masa {\displaystyle m} pequeña, esta integral se aproxima a
{\displaystyle {1 \over 2}{1 \over 4\pi r}\left[\mathbf {1} -\mathbf {\hat {r}} \mathbf {\hat {r}} \right].}
La integral se resuelve en coordenadas esféricas:
{\displaystyle \int {d^{3}k \over \left(2\pi \right)^{3}}\mathbf {\hat {k}} \mathbf {\hat {k}} {\exp \left(i\mathbf {k} \cdot \mathbf {r} \right) \over k^{2}+m^{2}}=\int {d^{3}k \over \left(2\pi \right)^{3}}\left[\left(\mathbf {\hat {k}} \cdot \mathbf {\hat {r}} \right)^{2}\mathbf {\hat {r}} \mathbf {\hat {r}} +\left(\mathbf {\hat {k}} \cdot \mathbf {\hat {\theta }} \right)^{2}\mathbf {\hat {\theta }} \mathbf {\hat {\theta }} +\left(\mathbf {\hat {k}} \cdot \mathbf {\hat {\phi }} \right)^{2}\mathbf {\hat {\phi }} \mathbf {\hat {\phi }} \right]{\exp \left(i\mathbf {k} \cdot \mathbf {r} \right) \over k^{2}+m^{2}}}
Usando los resultados anteriores, se obtiene
{\displaystyle ={1 \over 4\pi r}\exp \left(-mr\right)\left\{1+{2 \over mr}-{2 \over \left(mr\right)^{2}}\left(e^{mr}-1\right)\right\}\left\{\mathbf {1} -{1 \over 2}\left[\mathbf {1} -\mathbf {\hat {r}} \mathbf {\hat {r}} \right]\right\}+\int _{0}^{\infty }{k^{2}dk \over \left(2\pi \right)^{2}}\int _{-1}^{1}du{\exp \left(ikru\right) \over k^{2}+m^{2}}{1 \over 2}\left[\mathbf {1} -\mathbf {\hat {r}} \mathbf {\hat {r}} \right]}
{\displaystyle ={1 \over 2}{e^{-mr} \over 4\pi r}\left[\mathbf {1} -\mathbf {\hat {r}} \mathbf {\hat {r}} \right]+{e^{-mr} \over 4\pi r}\left\{1+{2 \over mr}-{2 \over \left(mr\right)^{2}}\left(e^{mr}-1\right)\right\}\left\{{1 \over 2}\left[\mathbf {1} +\mathbf {\hat {r}} \mathbf {\hat {r}} \right]\right\}}.

#### Potencial transversal con masa
{\displaystyle \int {d^{3}k \over \left(2\pi \right)^{3}}\;\left[\mathbf {1} -\mathbf {\hat {k}} \mathbf {\hat {k}} \right]\;{\exp \left(i\mathbf {k} \cdot \mathbf {r} \right) \over k^{2}+m^{2}}={1 \over 2}{e^{-mr} \over 4\pi r}\left\{{2 \over \left(mr\right)^{2}}\left(e^{mr}-1\right)-{2 \over mr}\right\}\left[\mathbf {1} +\mathbf {\hat {r}} \mathbf {\hat {r}} \right]}
En el límite de {\displaystyle mr} pequeño, esta integral se aproxima a
{\displaystyle {1 \over 2}{1 \over 4\pi r}\left[\mathbf {1} +\mathbf {\hat {r}} \mathbf {\hat {r}} \right].}
Para grandes distancias, la integral decae cúbicamente con {\displaystyle r}
{\displaystyle {1 \over 4\pi m^{2}r^{3}}\left[\mathbf {1} +\mathbf {\hat {r}} \mathbf {\hat {r}} \right].}

#### Integración angular en coordenadas cilíndricas
La integración angular de una exponencial en coordenadas cilíndricas se puede escribir en función de funciones de Bessel de primer tipo
{\displaystyle \int _{0}^{2\pi }{d\varphi  \over 2\pi }\exp \left(ip\cos \left(\varphi \right)\right)=J_{0}\left(p\right),}
{\displaystyle \int _{0}^{2\pi }{d\varphi  \over 2\pi }\cos \left(\varphi \right)\exp \left(ip\cos \left(\varphi \right)\right)=iJ_{1}\left(p\right).}

## Funciones de Bessel

### Integración del propagador del campo con masa en coordenadas cilíndricas

#### Función de Bessel lineal
{\displaystyle \int _{0}^{\infty }{k\;dk \over k^{2}+m^{2}}J_{0}\left(kr\right)=K_{0}\left(mr\right).}
Véase Abramowitz and Stegun.
Para {\displaystyle mr<<1}, tenemos
{\displaystyle K_{0}\left(mr\right)\rightarrow -\ln \left({mr \over 2}\right)+\gamma ,}
donde {\displaystyle \gamma \approx 0.5772} es la constante de Euler-Mascheroni.

#### Cuadrado de funciones de Bessel
{\displaystyle \int _{0}^{\infty }{k\;dk \over k^{2}+m^{2}}J_{1}^{2}\left(kr\right)=I_{1}\left(mr\right)K_{1}\left(mr\right).}
Véase
Para {\displaystyle mr<<1} la integral se reduce a
{\displaystyle \int _{o}^{\infty }{k\;dk \over k^{2}+m^{2}}J_{1}^{2}\left(kr\right)\rightarrow {1 \over 2}\left[1-{1 \over 8}\left(mr\right)^{2}\right],}
mientras que para {\displaystyle mr>>1} se tiene
{\displaystyle \int _{o}^{\infty }{k\;dk \over k^{2}+m^{2}}J_{1}^{2}\left(kr\right)\rightarrow {1 \over 2}\;\left({1 \over mr}\right).}
En general
{\displaystyle \int _{0}^{\infty }{k\;dk \over k^{2}+m^{2}}J_{\nu }^{2}\left(kr\right)=I_{\nu }\left(mr\right)K_{\nu }\left(mr\right)\;\;\;\Re \;{\nu }>-1.}

### Integración de una función de onda magnética
La integral bidimensional sobre una función de onda magnética es
{\displaystyle {2a^{2n+2} \over n!}\int _{0}^{\infty }{dr}\;r^{2n+1}\exp \left(-a^{2}r^{2}\right)J_{0}\left(kr\right)=M\left(n+1,1,-{k^{2} \over 4a^{2}}\right),}
donde {\displaystyle M} es una función hipergeométrica confluente.